# Le Gué-d'Alleré
Le Gué-d'Alleré là một xã trong tỉnh Charente-Maritime trong vùng Nouvelle-Aquitaine tây nam nước Pháp. Xã này nằm ở khu vực có độ cao trung bình 8 mét trên mực nước biển.

## Dân số
| Năm  | Dân số | Mật độ |
| ---- | ------ | ------ |
| 1962 | 398    | -      |
| 1968 | 405    | -      |
| 1975 | 434    | -      |
| 1982 | 427    | -      |
| 1990 | 440    | -      |
| 1999 | 514    | 68/km² |